# 艾利科技
艾利科技（Align Technology），台灣譯為愛齊科技，是美國加州聖荷西的一家醫療設備製造商，主要生產齒顎矯正設備和3D數位掃描儀。隱適美（Invisalign）為其旗下品牌，1998年獲FDA批准，1999年在美國開始銷售。2001年，公司在納斯達克上市。